# Скуби-Ду: Призрачна коледа
Скуби-Ду: Призрачна коледа (на английски: Scooby-Doo! Haunted Holidays) е анимационен специален телевизионни филм от 2012 г., продуциран от Уорнър Брос Анимейшън.

## В България
В България филмът е излъчен на 3 Ноември 2013 г. по Хоум Бокс Офис с български войсоувър дублаж на Доли Медия Студио. Екипът се състои от:
| Озвучаващи артисти | Цветослава Симеонова Стоян Цветков Иван Петков Мими Йорданова Стефан Стефанов |

Филмът е излъчен по Картун Нетуърк с български нахсинхронен дублаж на Александра Аудио. Преведен е като „Скуби-Ду и призракът от магазина“.
| Роля     | Изпълнител     |
| -------- | -------------- |
| Скуби-Ду | Георги Спасов  |
| Шаги     | Георги Стоянов |
| Дафни    | Златина Тасева |
| Велма    | Татяна Етимова |
| Фред     | Кирил Бояджиев |

| Обработка              | Александра Аудио |
| ---------------------- | ---------------- |
| Изпълнителен продуцент | Васил Новаков    |